# Elliott 6m
De Elliott 6m is een type zeilboot dat gebruikt werd als een Olympische klasse op de Olympische Spelen van 2012 in Londen.
De boot werd in 2000 ontworpen door de Nieuw-Zeelander Greg Elliott. Het is een kielboot en wordt gevaren door drie bemanningsleden. De boot heeft een symmetrische spinnaker bevestigd aan een spinnakerboom, waarmee het geschikt is voor het matchracen. Hoewel een eenheidsklasse is de boot door de jaren heen op tal van details doorontwikkeld, waaronder een gewijzigd tuigage en zeiloppervlakte. Dit maakt de Elliott ook bruikbaar bij hogere windsnelheden. 
In november 2008 werd de boot door de ISAF geselecteerd voor het matchrace-onderdeel voor vrouwen op de Olympische Spelen van 2012. De boot werd voor het eerst competitief gebruikt tijdens de Kieler Woche in 2009. In mei 2011 werd bekendgemaakt dat de Elliott 6m niet meer gebruikt zal worden voor de Olympische Zomerspelen 2016 in Rio de Janeiro.